# Mont Hinokizuka Okumine
Le mont Hinokizuka Okumine (桧塚奥峰, Hinokizuka-okumine) est une montagne culminant à 1 420 m d'altitude dans les monts Daiko, à Matsusaka dans la préfecture de Mie au Japon.

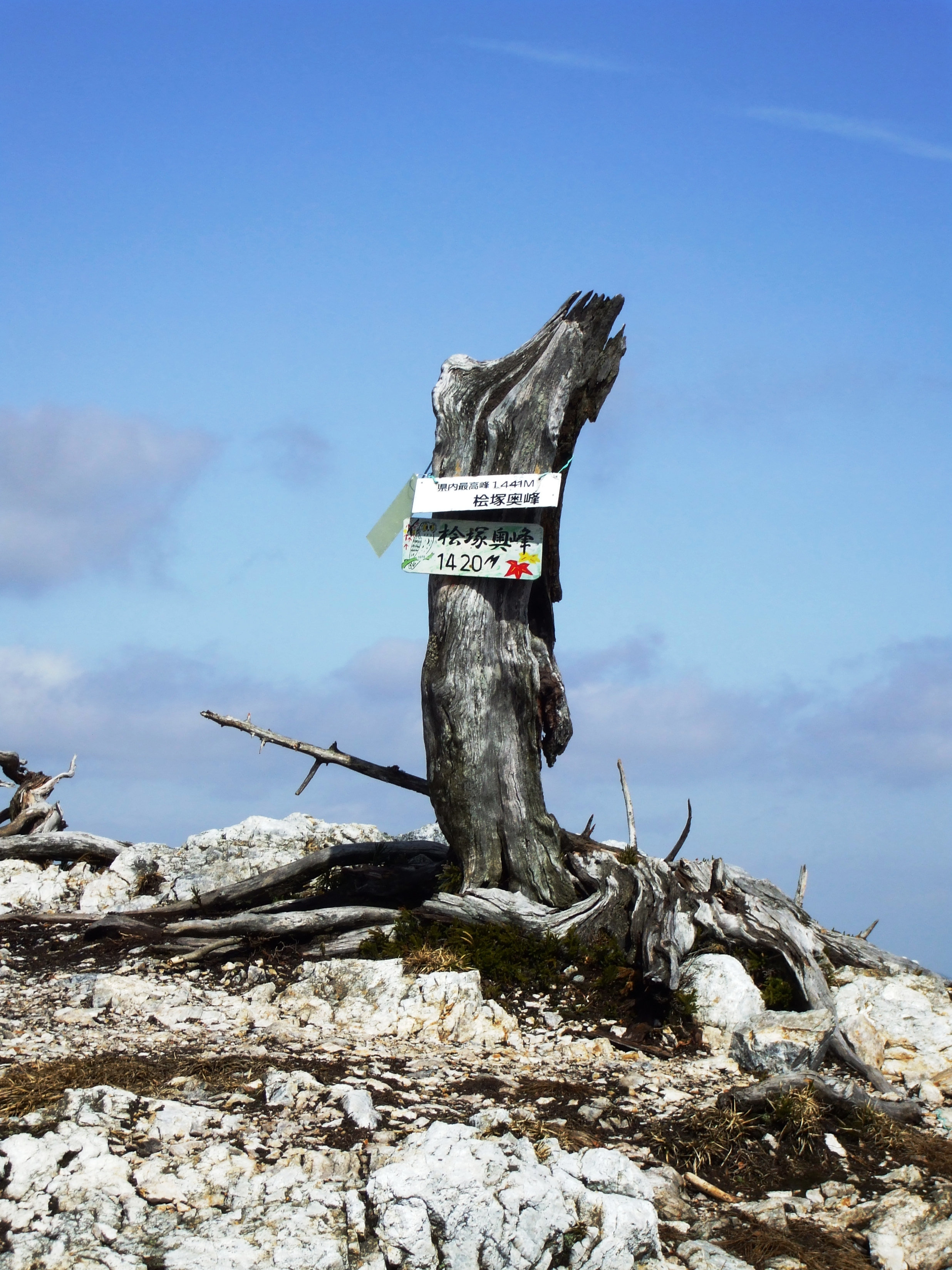
Sommet du mont Hinokizuka Okumine
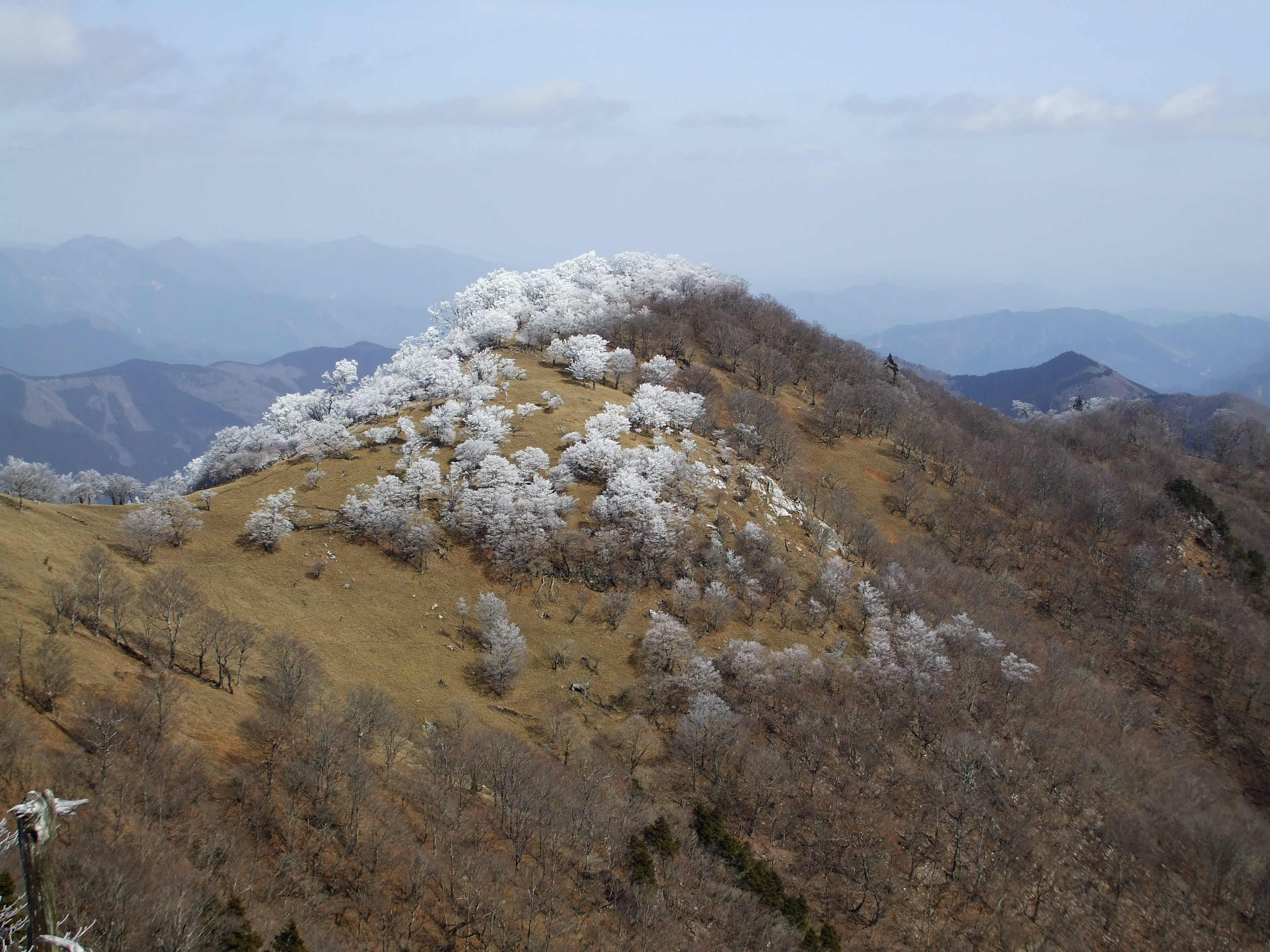
Vue du mont Hinokizuka depuis le sommet du mont Hinokizuka Okumine
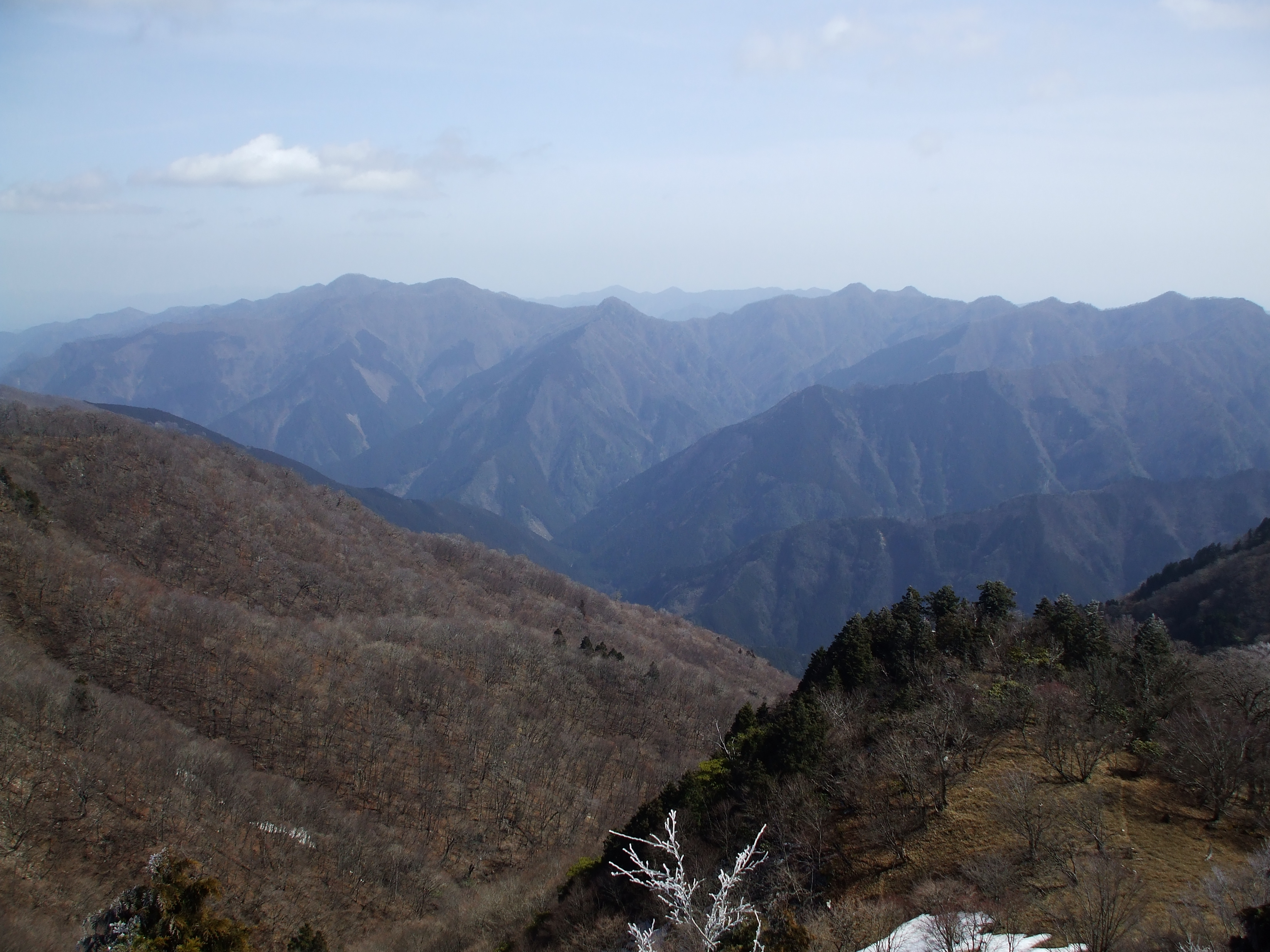
Vue du mont Ōdaigahara et du mont Ikegoya depuis le sommet du mont Hinokizuka Okumine
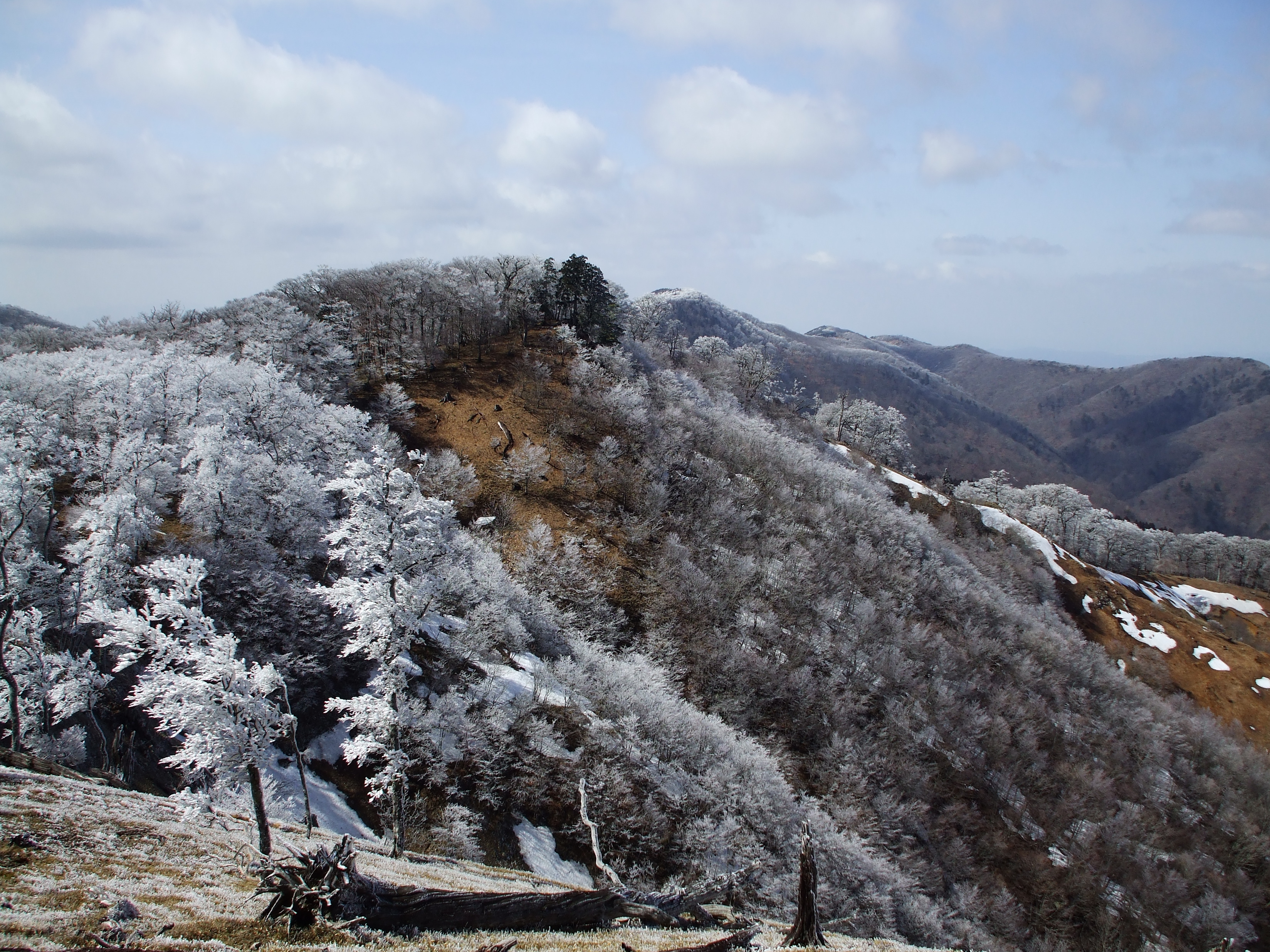
Vue du versant est du sommet du mont Hinokizuka Okumine
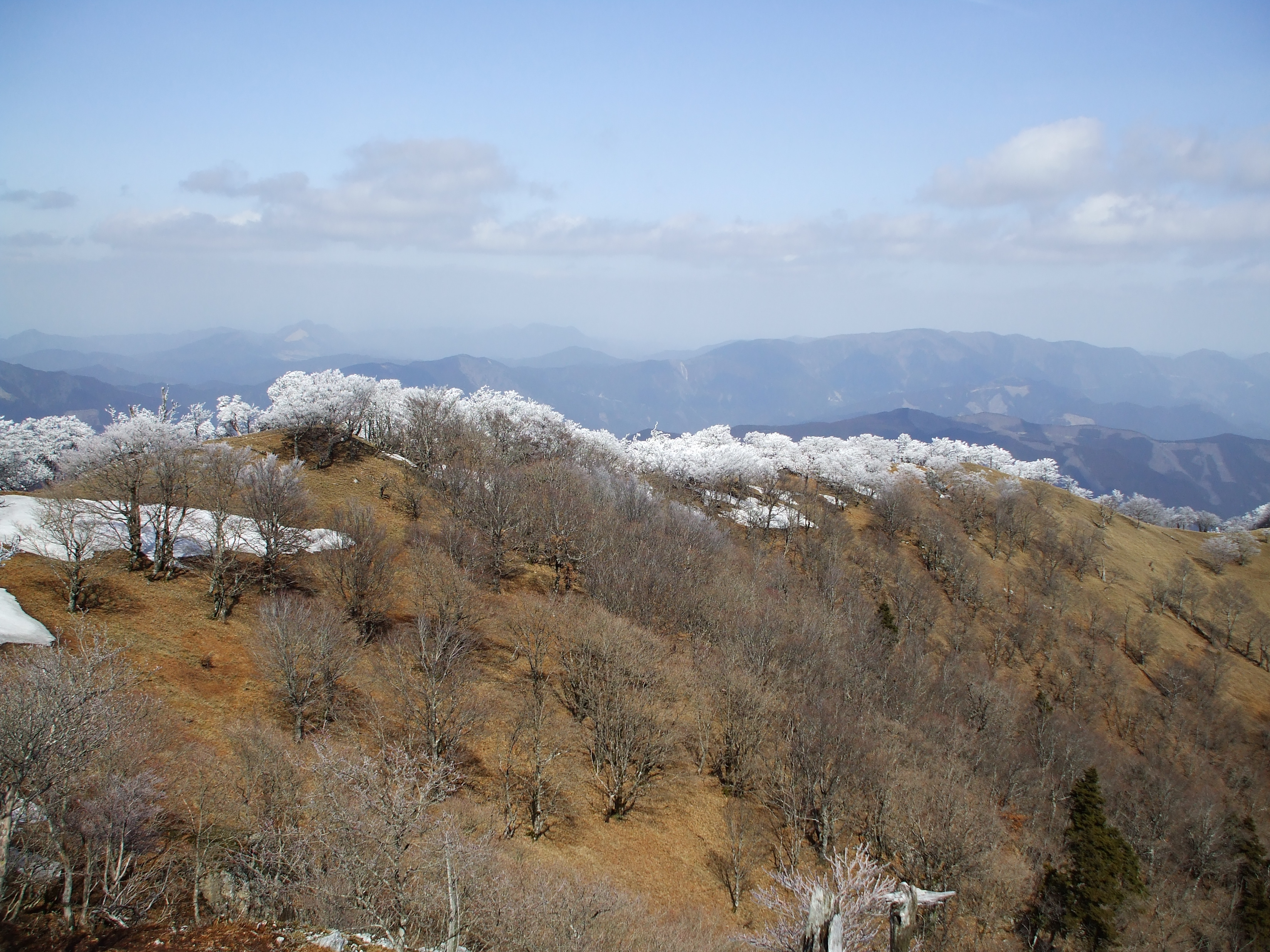
Vue du versant nord du sommet du mont Hinokizuka Okumine
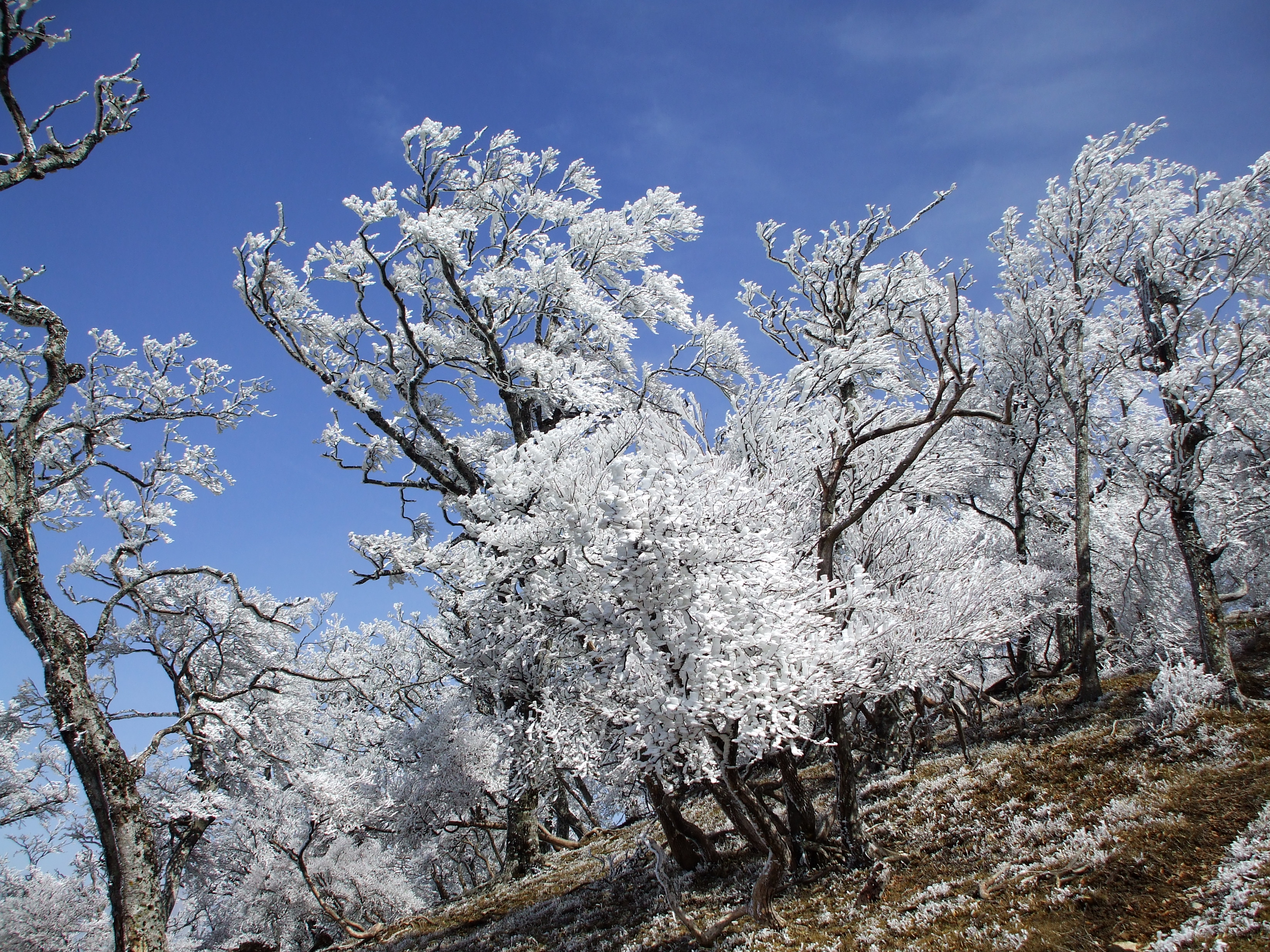
Vue du mont Hinokizuka Okumine
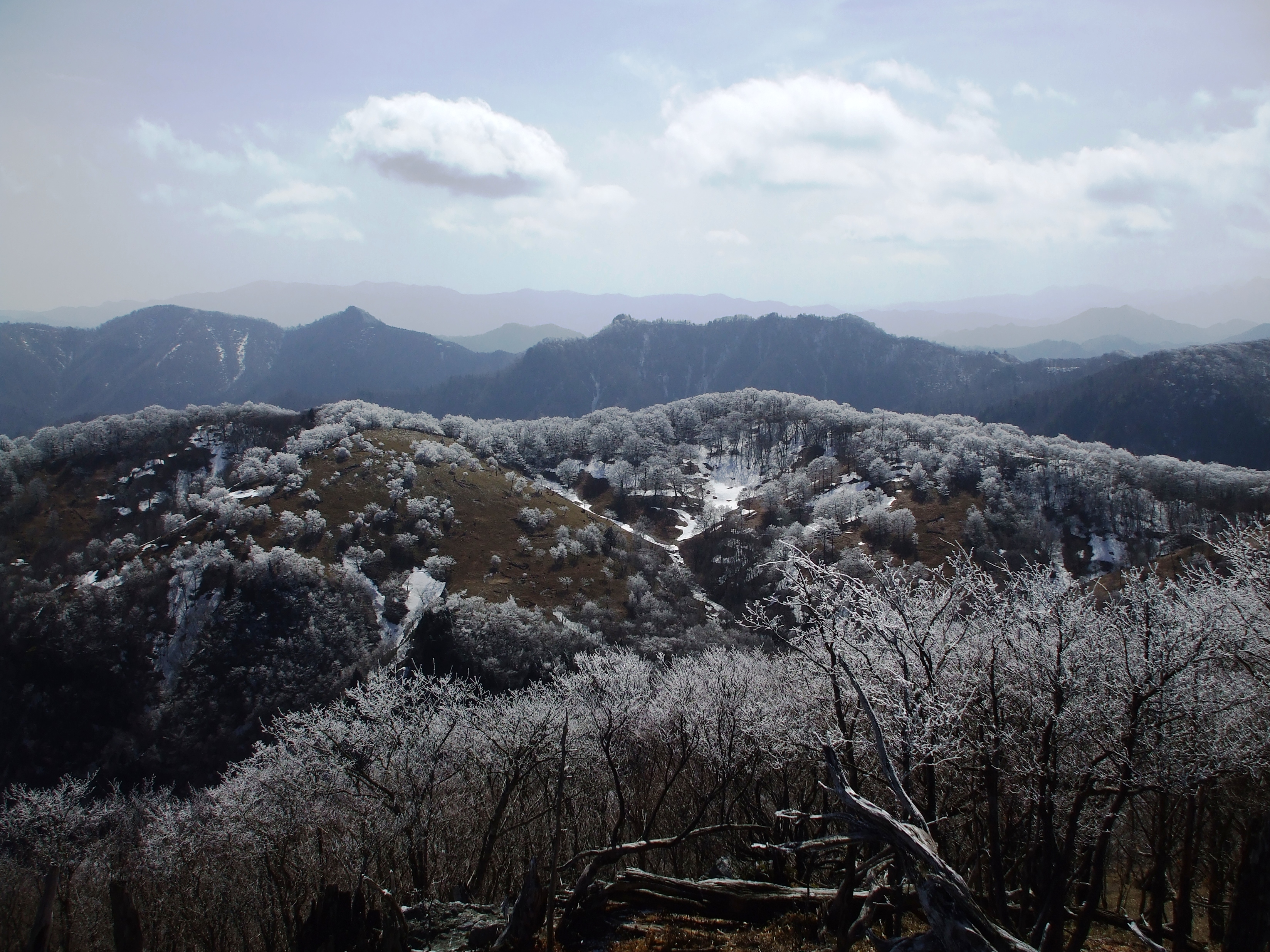
Arbres avec gelée vus du sommet du mont Hinokizuka Okumine
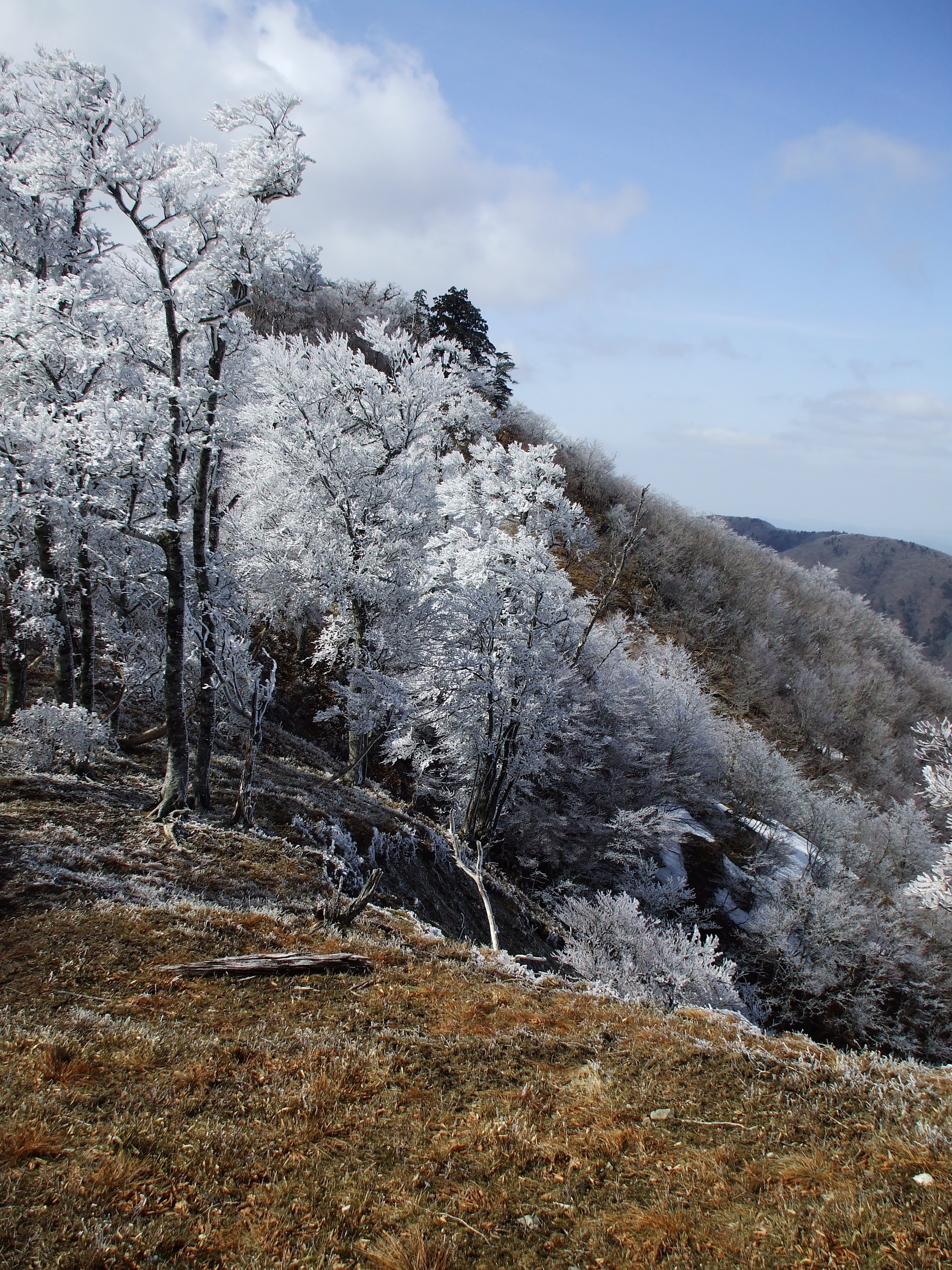
Arbres avec gelée au sommet du mont Hinokizuka Okumine